# Собор Святого Віта (Прага)
Собо́р свято́го Ві́та (чеськ. Katedrála svatého Víta, до 1997 року; повна сучасна офіційна назва: Катедра святого Віта, Вацлава і Войтеха / чеськ. Katedrála svatého Víta, Václava a Vojtěcha) — католицький храм, кафедральний собор, присвячений святому Віту, у столиці Чехії місті Празі; шедевр готичної та неоготичної архітектури, з яким тісно пов'язана історія міста та країни. Усипальниця королів Богемії, сховище коронаційних регалій.
Празький собор святого Віта — це один з найвідоміших соборів у світі, видатний взірець культового будування, як за технічними характеристиками, так і за художнім рівнем, один із символів Праги.
Собор розташований у Празькому Граді, є його невід'ємною складовою.

## Опис храму

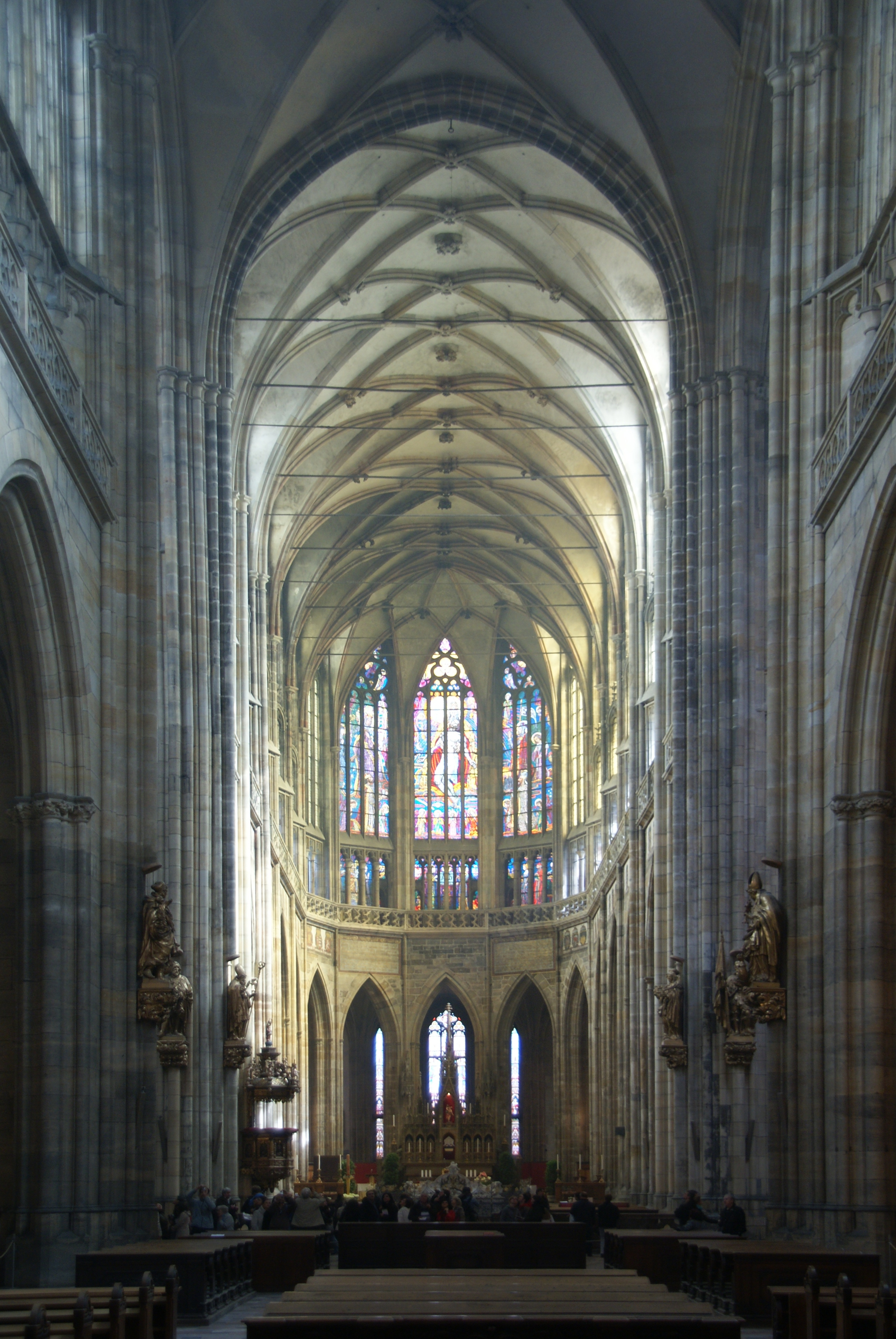
Усередині храму — вид на склепіння головної нави

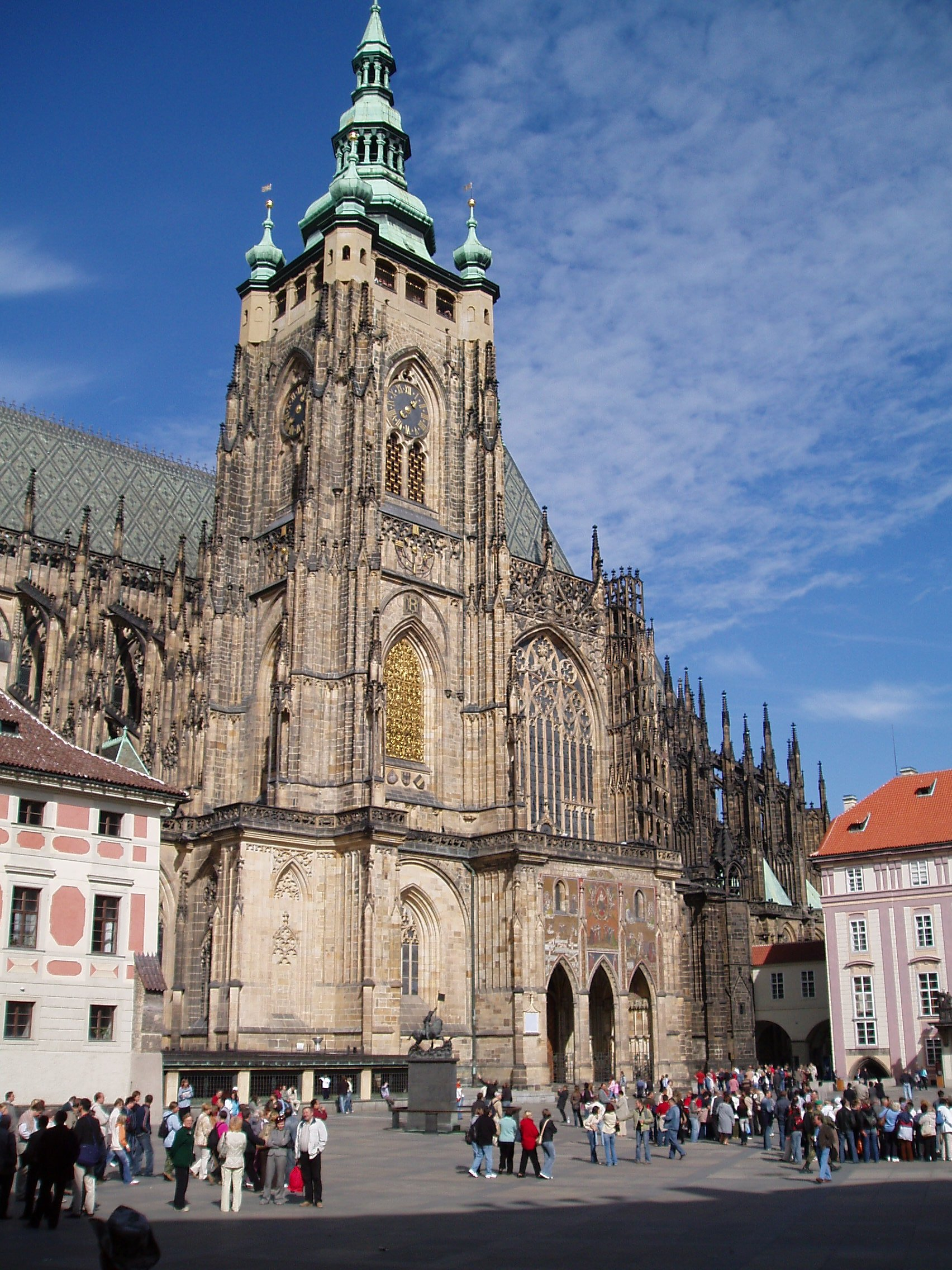
Південна вежа і Золота брама.

Саркофаг Святого Яна Непомуцького.

Празький собор святого Віта будували від середини ХІІІ століття протягом майже 6-х століть, таким чином, за архітектурним стилем він є одночасно і готичним, і неоготичним.
Довжина головної нави собору 124 метри, висота Великої (південної) башти — 96,5 метрів. На західному боці здіймаються дві 82-метрові неоготичні кам'яні вежі з 10-метровим круглим вікном у вигляді розетти між ними.
Три портали кафедрального собору багато оздоблені скульптурами, кам'яними і бронзовими барельєфами.
Усередині собор святого Віта вражає величною панорамою: неоготичний архітектурний стиль у центральній наві з ребристим сітчастим склепінням заввишки 33,5 метри майже непомітно переходить у районі хорів у середньовічну частину, яка пройнята теплим світлом вітражних стрільчастих віконниць.
Довкола хорів і за вівтарем є овальний прохід з низкою капел (притворів). Загалом у храмі (його основному просторі) 19 притворів — святої Людмили, Гробу Господнього, Святого Хреста, Святовацлавська капела, Яна Непомуцького, Діви Марії, святої Анни, Марії Магдалини та інші.
Тринавовий простір собору з 28 величними колонами умовно розділяє по вертикалі на дві сфери, земну й небесну, трифоріум (галерея-балкон), що пронизує весь храмовий периметр — на ньому розташовані погруддя засновників і перших будівників собору: чеських королів та королев, празьких архієпископів та архітекторів.

### Будівництво

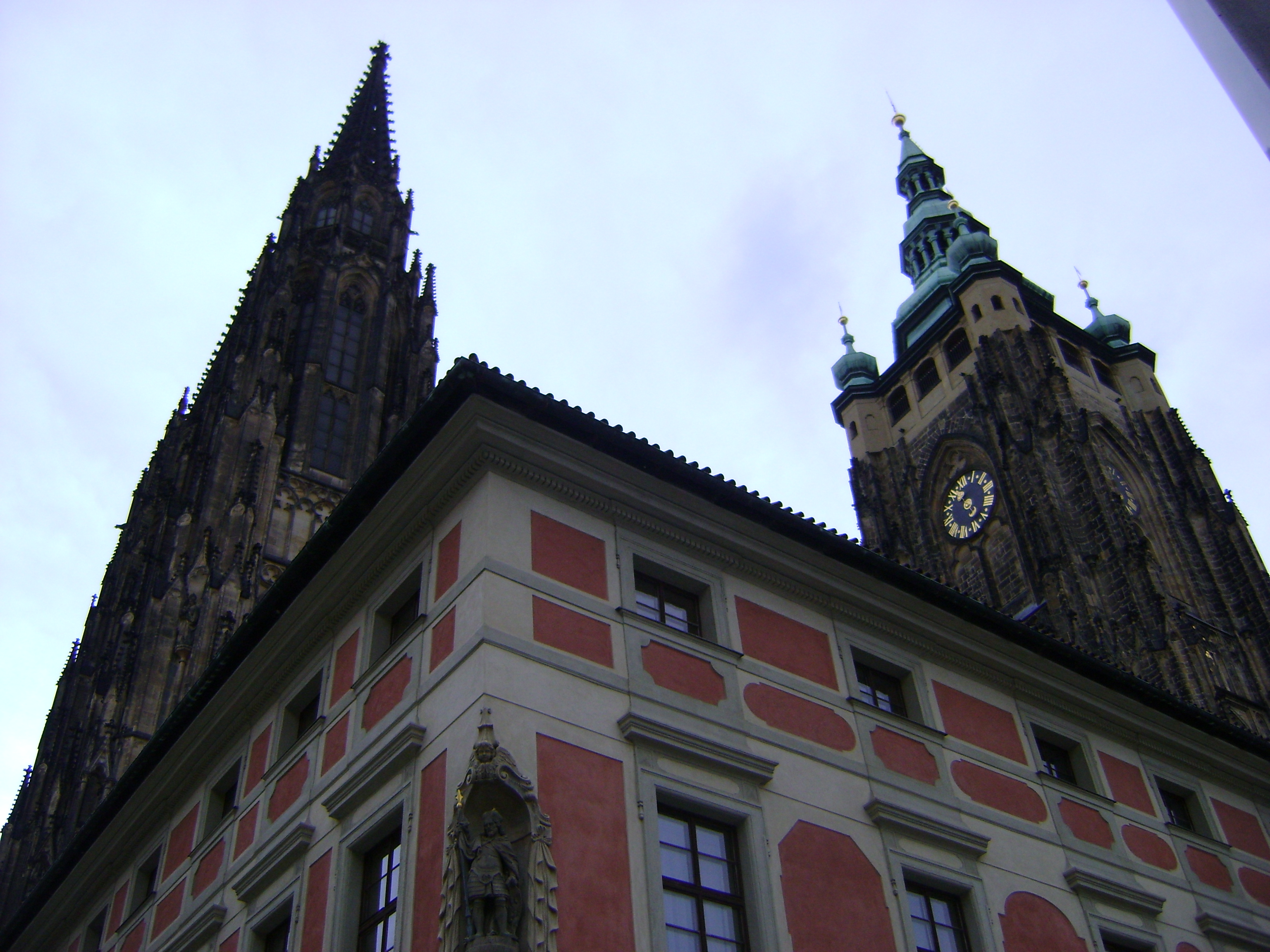
Верхи собору.

Собор грандіозний. Зовні він прикрашений готичними башточками і орнаментом. Над бічним входом — єдина в Чехії мозаїка, що зображає Страшний Суд, — останній суд Христа над душами померлих. Шпиль собору ранить гострою голкою тугі груди неба (образ О. Е. Мандельштама). Прихожанина всередині собору, відразу ж охоплює особливе світло. Це досягається не тільки за рахунок вітражів — кольорових шибок із зображенням біблейських сюжетів. Головна конструктивна особливість, що створює відчуття чогось неземного, — величезна висота приміщення і розташовані на рівні другого ярусу великі вікна. Завдяки цьому собор пронизаний верхнім світлом, його величезний внутрішній простір здається єдиним і легким. Готичні арки додатково підкреслюють спрямованість вгору. Вівтар не є крайнім східним приміщенням собору. Його оздоблюють маленькі відгороджені двома стінами один від одного приміщення для індивідуальної молитви — капели. У них знаходяться надгробки деяких чеських володарів. Капели прикрашені фресками. Збоку, за важкими дубовими дверима, знаходиться капела святого Вацлава, про яку розповідалося раніше. Особлива пишність її оформлення покликана підкреслити значення небесного покровителя Чехії. Статуя св. Вацлава, що знаходиться в капелі, одна з найкращих в чеській скульптурі.
Її творець Петер Парлер зобразив святого у вигляді молодого лицаря із списом і щитом, на якому поміщений чеський герб — орліца. Скульптура відрізняється простим, закінченим силуетом і благородством фігури, переданим легким нахилом голови. Вражаючий контраст великих площин і деталей, що тонко пропрацювали, складає особливість художньої манери школи Парлержа. Тип лицаря-захисника в цій скульптурі декілька одомашнений і одночасно опоетизував. Ці якості згодом стануть особливо характерними для чеського образотворчого мистецтва. Парлерж створив незвичайну архітектуру капели. Квадратна в плані, вона перекрита зіркоподібним зведенням. Усередині собору кубічна форма капели звертає на себе увагу великими площинами стін. Масивні двері дають зрозуміти, що за ними приховані цінні духовні і матеріальні скарби собору. У основі архітектурної ідеї капели св. Вацлава лежить уявлення про ідеальний християнський городе-новом Єрусалим. Він квадратний в плані, обнесен кріпосними стінами з комірами, покритими коштовними каменями, він весь сяє. Кольорові камені на стінах капели також створюють сяйво, додаючи інтер'єру з гробницею святого містичний і в той же час теплий відтінок. Парлерж і його майстерня брали участь в будівництві багатьох храмів в Празі і в провінції. Він створив і найбільші світські споруди Праги, зокрема кам'яний міст через річку Влтаву, що викликав своїм технічним рішенням, незвичайним масштабом і художнім оздобленням здивування всієї Європи. Міст шістнадцятьма напівкруглими арками сполучає  дві частини міста. Одна з башт прикрашена складною скульптурною композицією, що зображає Карла IV і його сина Вацлава IV, що сидять на троні.

## З історії собору
Перший храм — романську ротонду на місці сучасного собору святого Віта, вважається, звів ще святий Вацлав у 925 році — церква була присвячена святому Віту, чию правицю Вацлаву подарував східнофранкський (германський) король Генріх I.
У XI столітті на місці романської ротонди була зведена романська ж тринавова базиліка, що мала правити чеській королівській династії Пржемисловичів за коронаційний костел та місце погребіння. Початок її будівництва пов'язується в часі з правлінням князя Спітигнева II (1060).

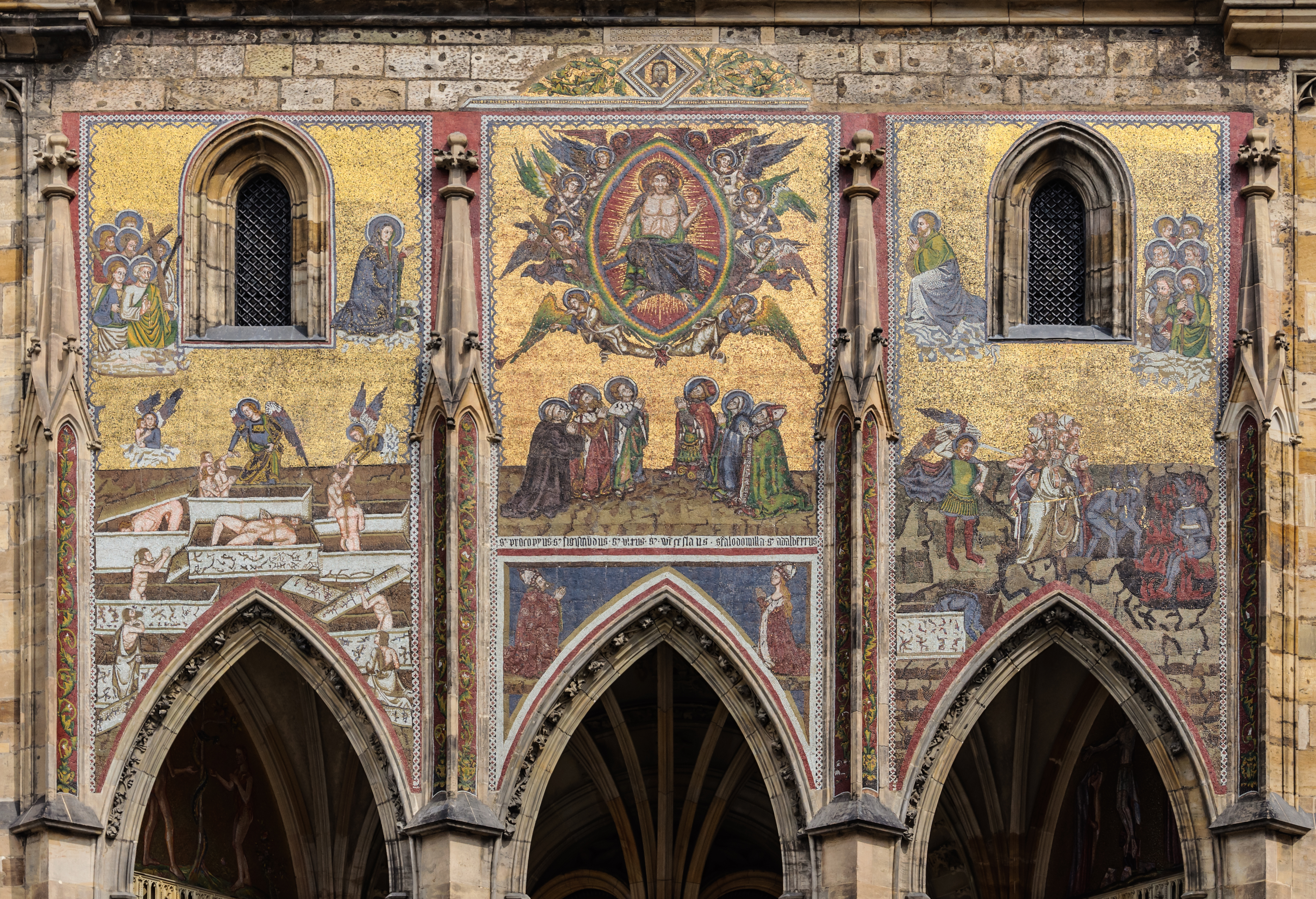
Мозаїка «Останній суд» на Золотій брамі

За розквіту Чехії при Карлі IV, щойно він добився від Папи римського Климента VI створення Празького архієпископства, романську базиліку знесли, а на її місці 1344 року розпочали будівництво нового, набагато масштабнішого храму. За зведення тринавової базиліки з гранчастими хорами, деамбулаторієм і вінцем капел взявся спеціально запрошений французький архітектор Матьє з Арраса. Матеріал для будівництва використовували місцевий — каміння, пісковик.
По смерті першого будівничого його роботу від 1353 року году продовжив 23-річний майстер із швабського Гмюнда Петер Парлер, син тамтешнього майстра Генріха Парлера з Кельна. П. Парлер керував будівництвом 44 роки. Незважаючи на молодість, він пройшов добру школу на будівництві Кельнського собору і згодом став центральною постаттю чеської готики доби її найвищого розквіту. Парлер вніс суттєві зміни в основну концепцію храму — він завершив вівтарну частину собору, перекривши високі, пронизані світлом хори винайденою ним системою сітчастого склепіння, збудував захристю (1360), поховальну капелу Святого Вацлава, високу південну вежу (96,65 м) та південний парадний вхід у собор з боку королівського палацу — так звану Золоту браму (1367), прикрашену венеціанською мозаїкою «Останній суд» (1370—71) на золотому тлі.
Після смерті Петера Парлера будівництво собору від 1397 до 1404 року здійснювали його сини Вацлав та Ян, зусиллями яких у цілому було зведено східну частину храму.
Гуситські війни, що розпочалися в 1419 році, призупинили будівництво кафедрального собору.
Після тривалої перерви у будівельних роботах уже в період правління Ягеллонів було зроблено спробу добудувати собор, однак це бажання лишалось нездійсненним протягом довгих століть.

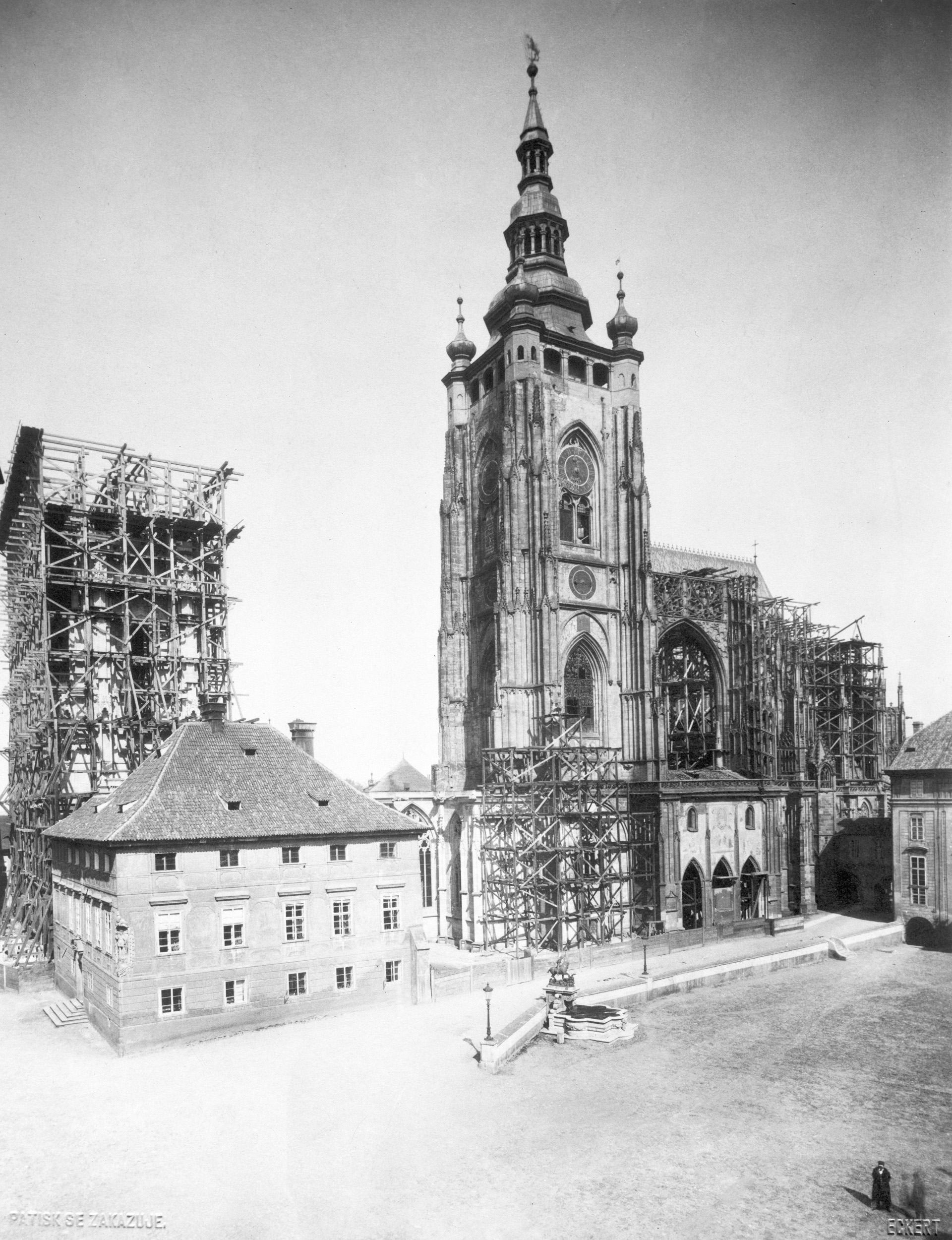
Собор св. Віта добудовують, 1887

Нарешті всередині XIX століття при соборі було створено будівельну артіль, яка взялася добудовувати Собор святого Віта. Чеські зодчі Йозеф Моккер та Каміл Гільберт працювали в неоготиці. Автором вітражу в північній наві став знаменитий чеський художник-модерніст Альфонс Муха, вітражу «Страшний суд» — Макс Швабінський.
Відтак, 1929 року до тисячоліття від дня смерті святого Вацлава, заступника чеського народу, храм було урочисто освячено, що й вважається датою завершення будівництва собору святого Віта.
Після Другої Світової війни в 1950 році Собор святого Віта був конфіскований чехословацьким комуністичним режимом на користь держави.
Із демократизацією життя Католицька церква Чехії, починаючи від 1992 року, в різних судах домагалася повернення найвеличнішого чеського собору до її власності. 2008 року навіть Папа Римський Бенедикт XVI, приймаючи нового посла Чехії, визнаючи успіхи чеської влади у ставленні до Церкви, висловив побажання про повернення Собору святого Віта католицькій громаді. Однак, більшість представників світської влади, зокрема чеський уряд і Президент Вацлав Клаус відверто виступали проти повернення храму у власність релігійній організації; думки ж громадськості розділилися. Край багаторічній судовій тяганині поклав Верховний суд Чехії на своєму засіданні у Брно, ухваливши 5 березня 2009 року остаточне рішення, за яким Кафедральний собор святого Віта є власністю держави.
1997 року Церква ухвалила рішення про сучасне офіційне іменування собору: Кафедральний собор святого Віта, Вацлава і Войтеха (чеськ. Katedrála svatého Víta, Václava a Vojtěcha).
У теперішній час (2000-ні) Кафедральний собор святого Віта, Вацлава і Войтеха є головною святинею Чехії, надбанням її народу, це визначна культова та історико-культурна пам'ятка світового значення, одна з головних атракцій чеської столиці, яку щороку відвідують мільйони туристів. За храмом постійно стежать, і в разі потреби відразу ж здійснюють необхідні реставраційні й ремонтні роботи.

## Галерея

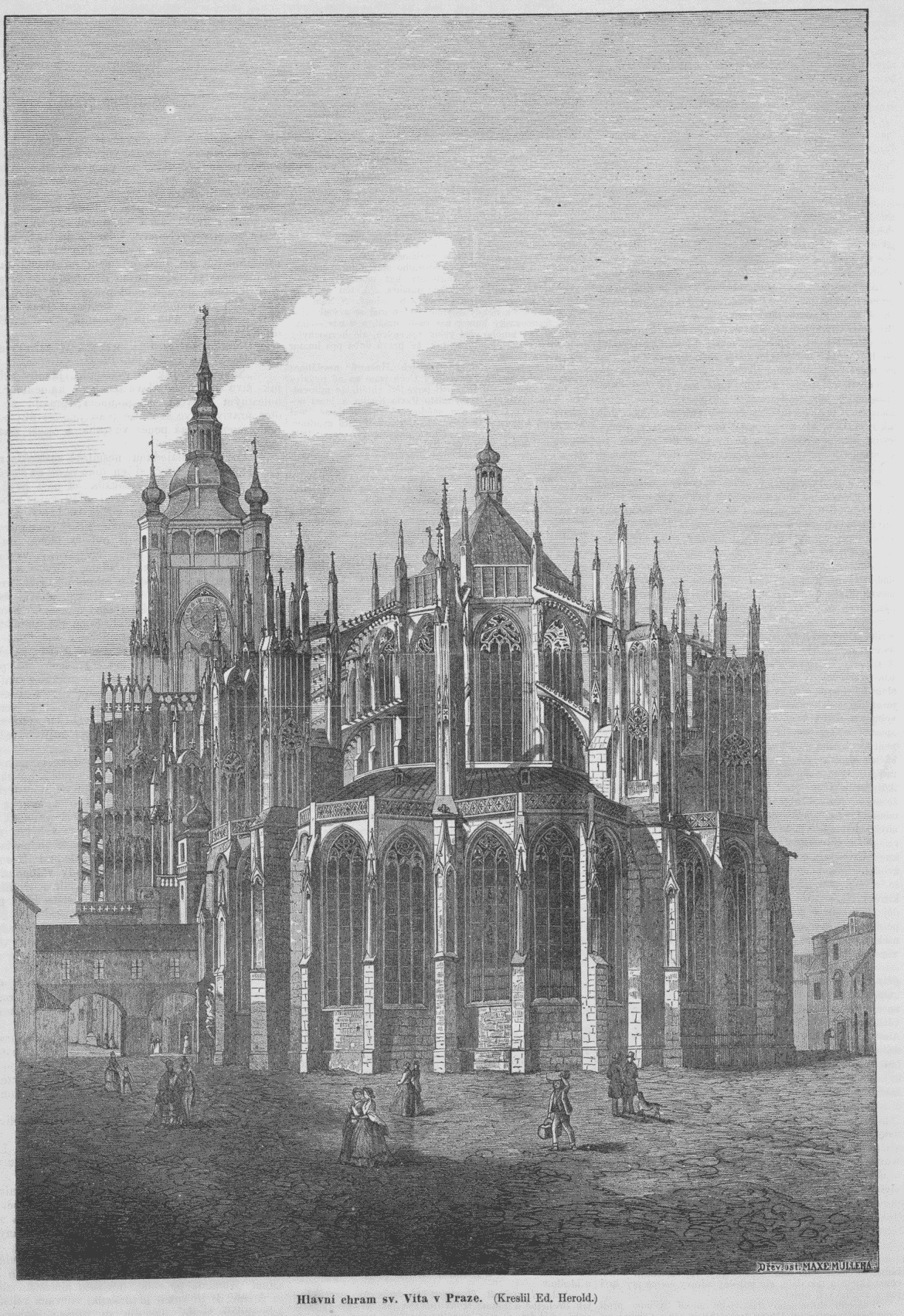
Празький Собор Святого Віта у 1860-ті
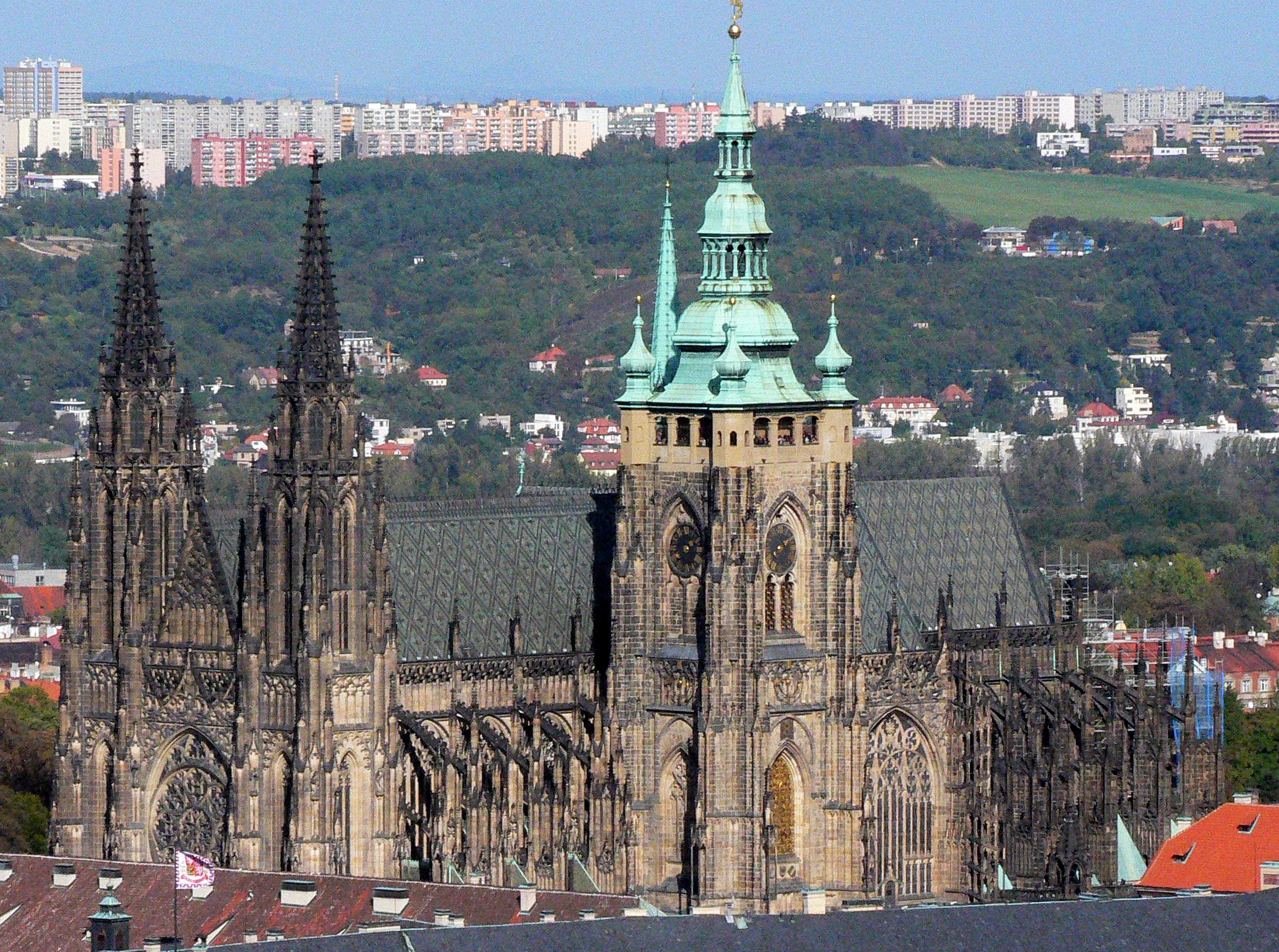
Вид на собор та місто з пагорбу Петрин
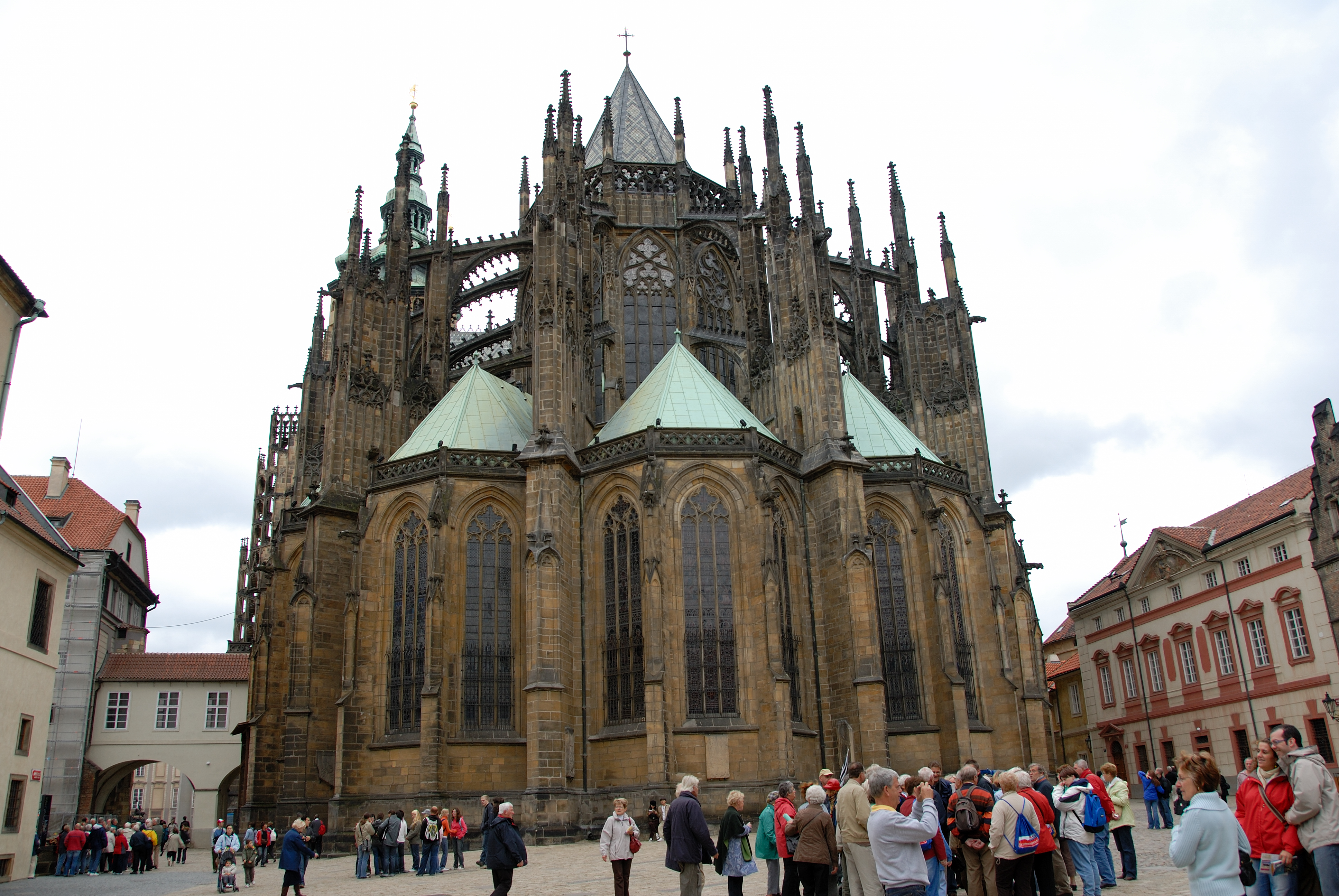
Апсида Собору Святого Віта
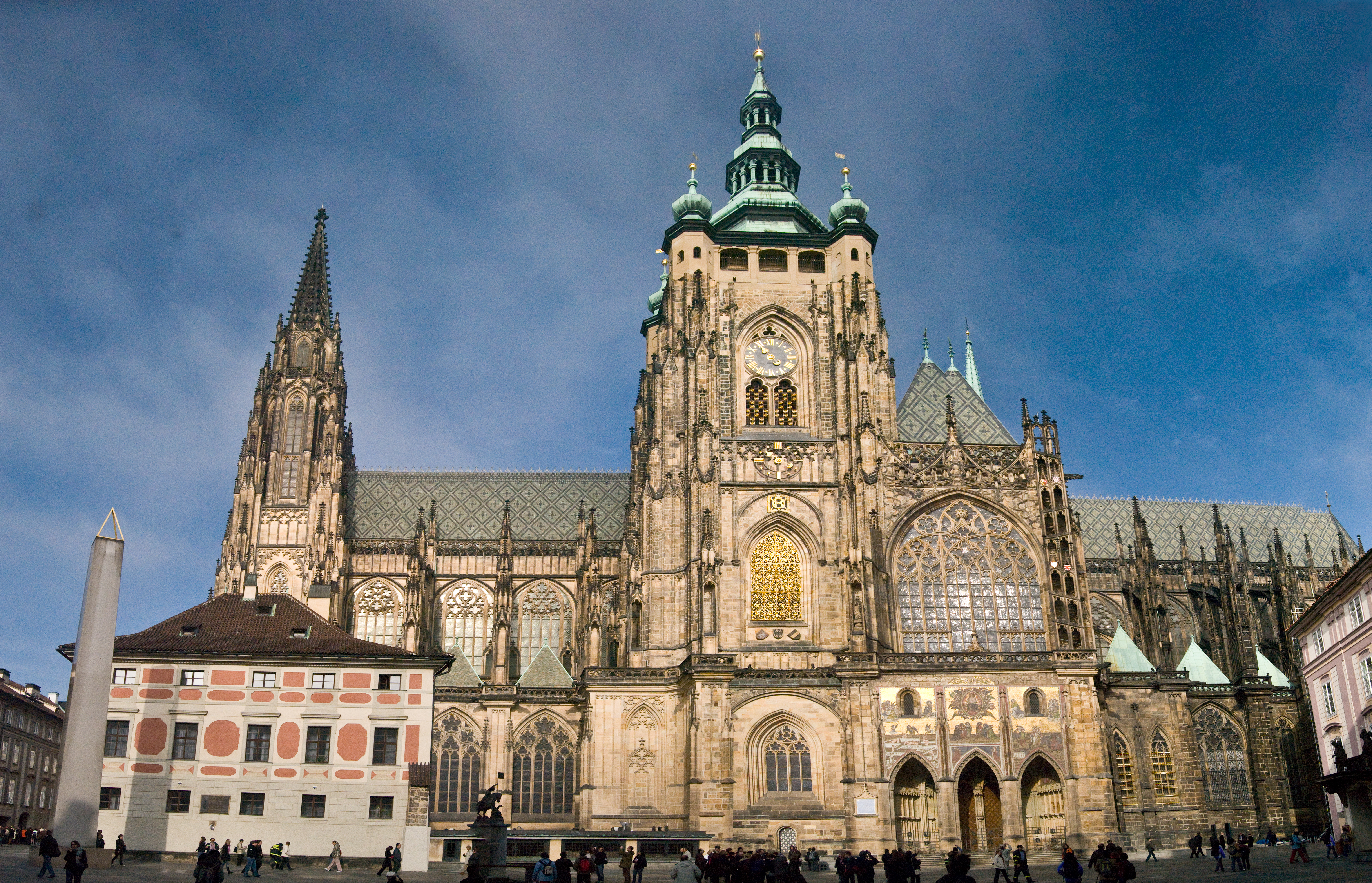
Південний фасад собору
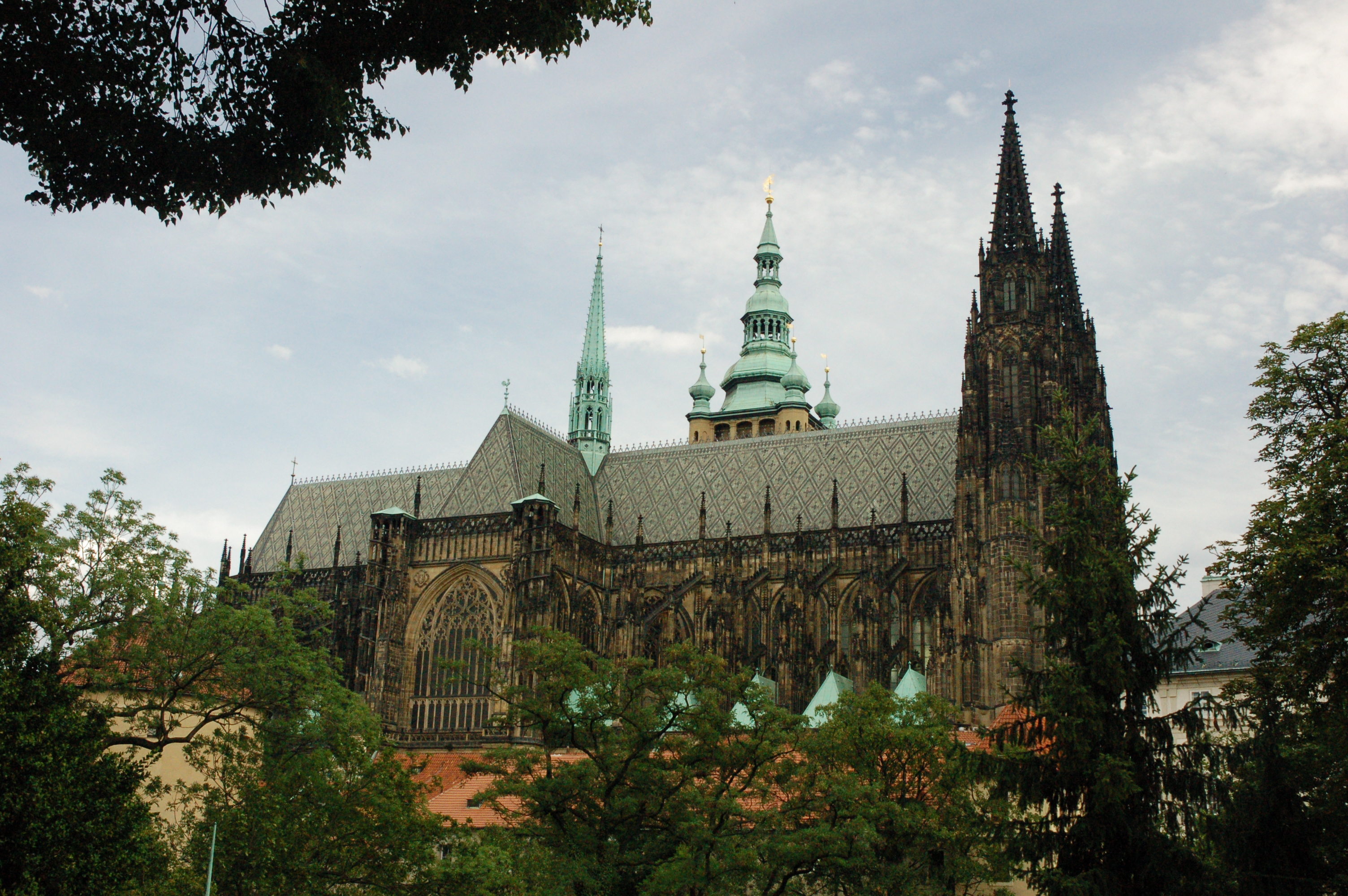
Північний фасад собору
Західний фасад собору
Фрагмент західного фасаду, також видно риштування реставраційних робіт (2004)
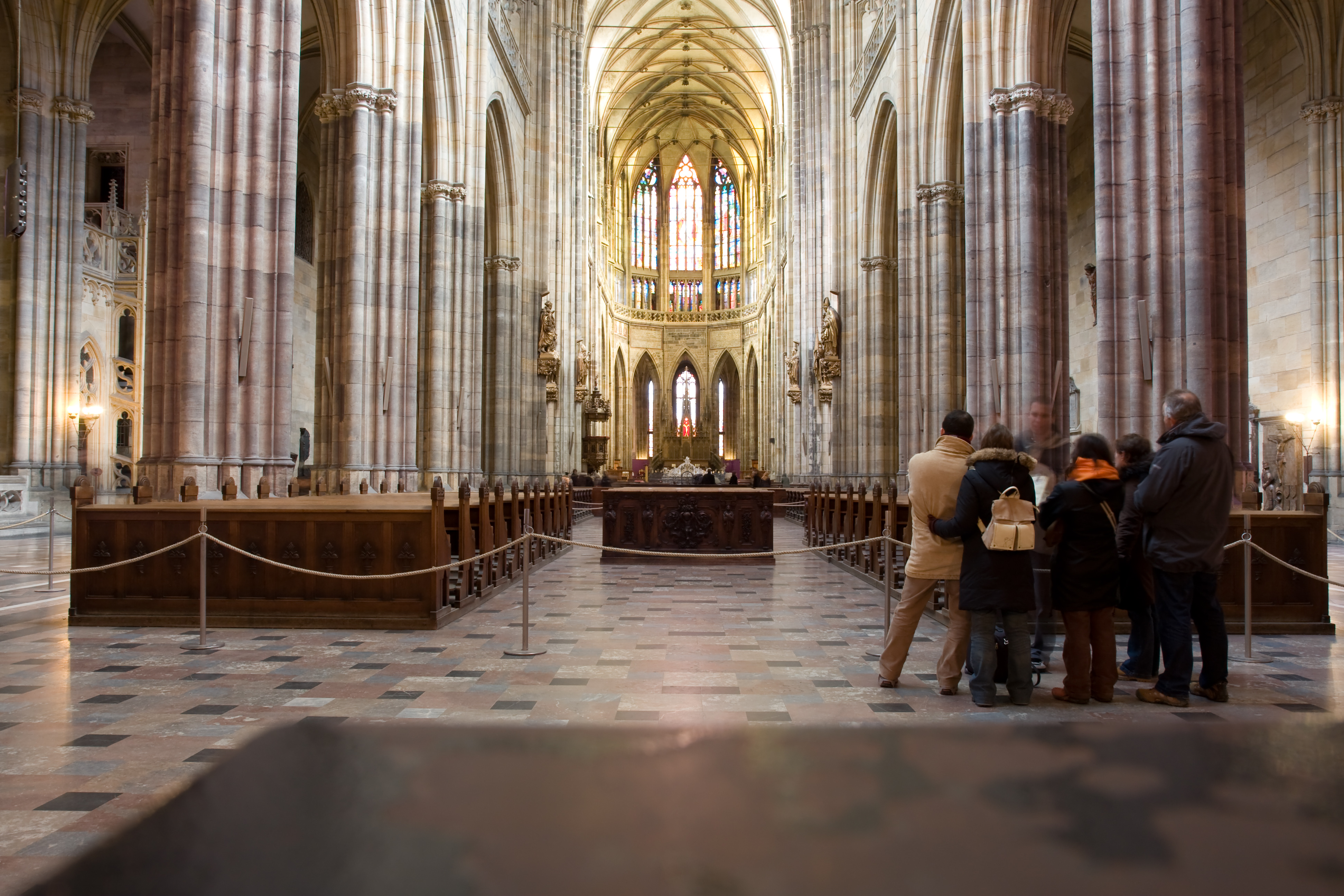
Інтер'єр собору (нижня частина храму)
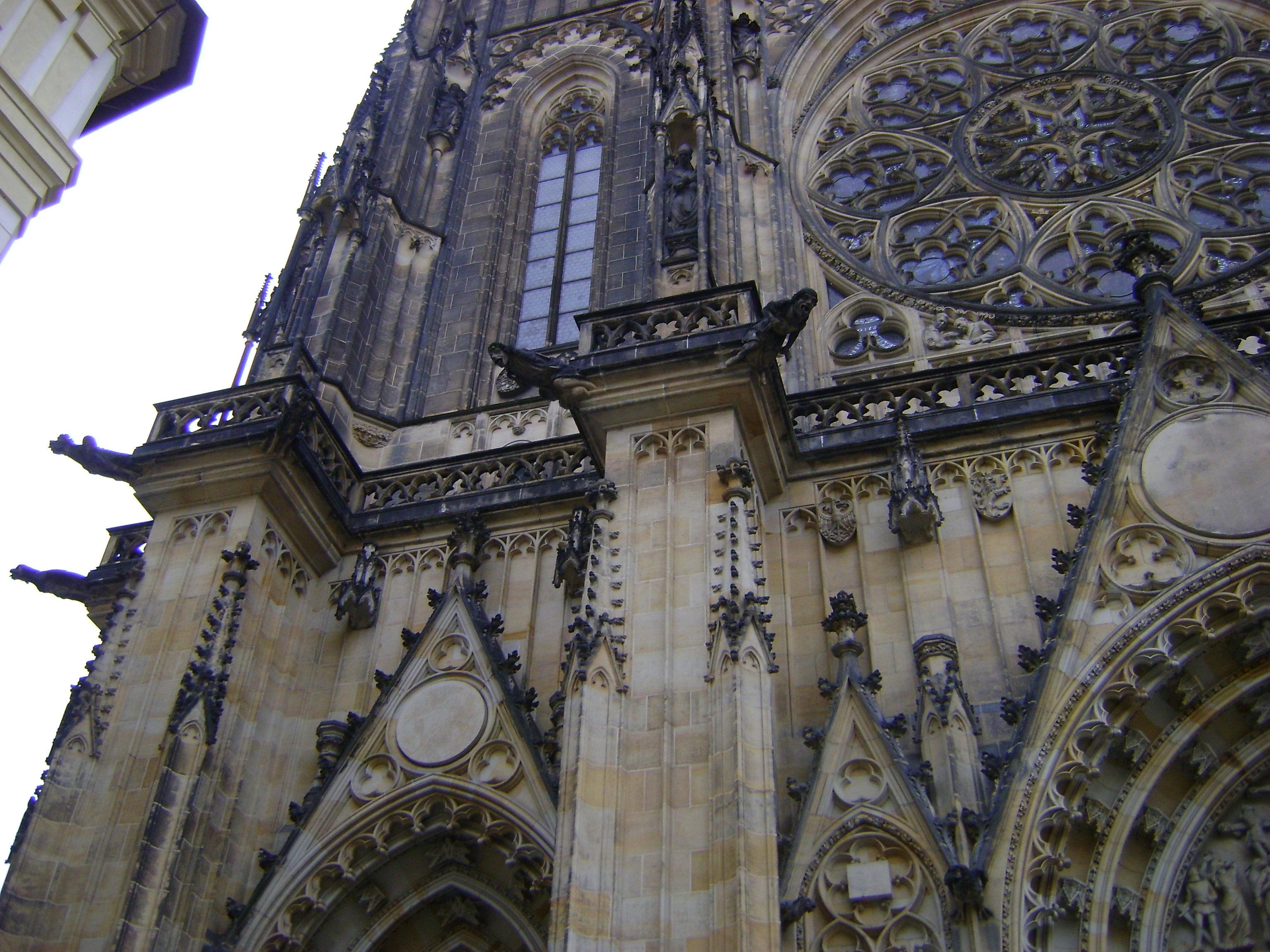
Мури собору
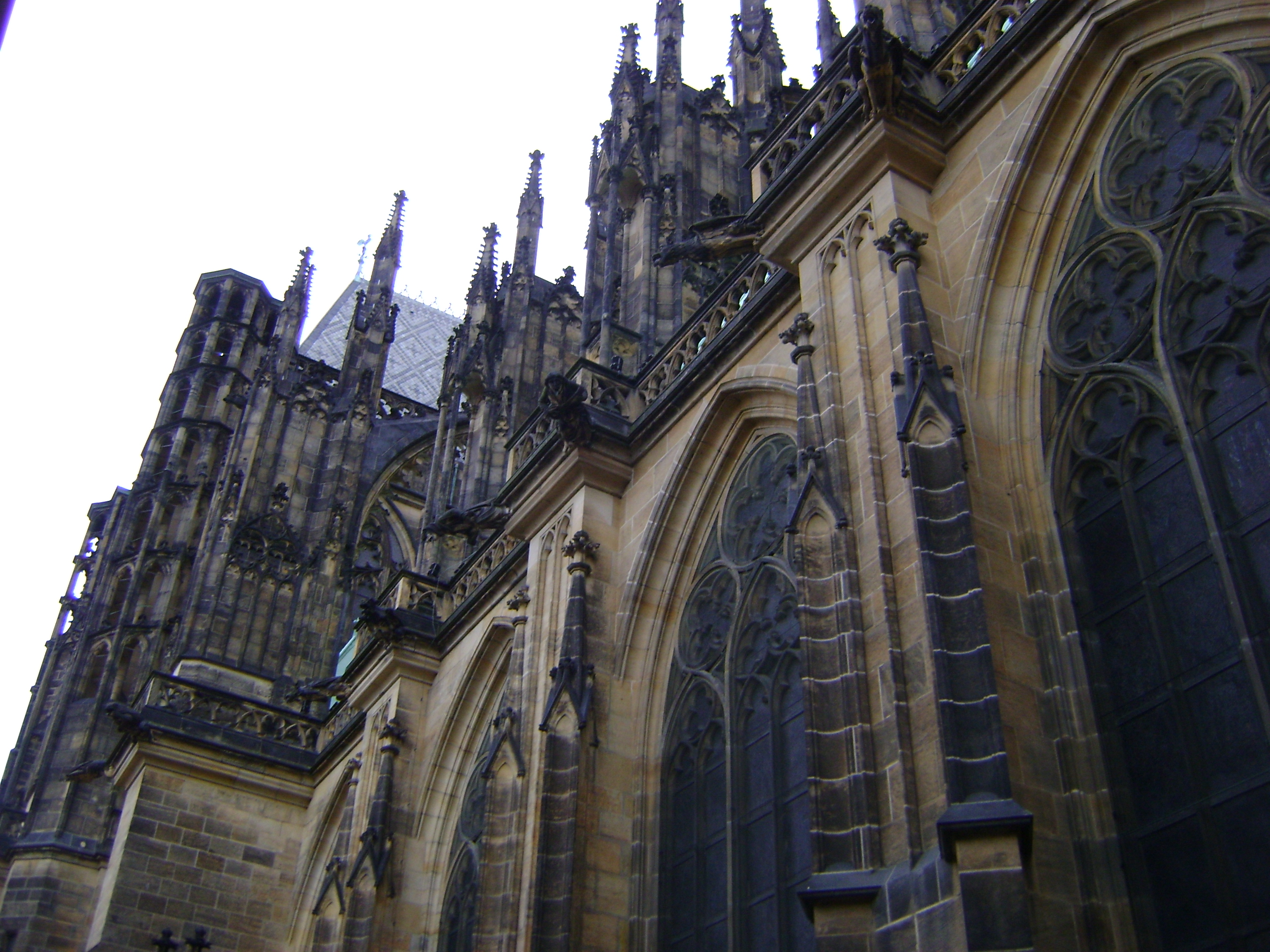
Оздоби храмового муру
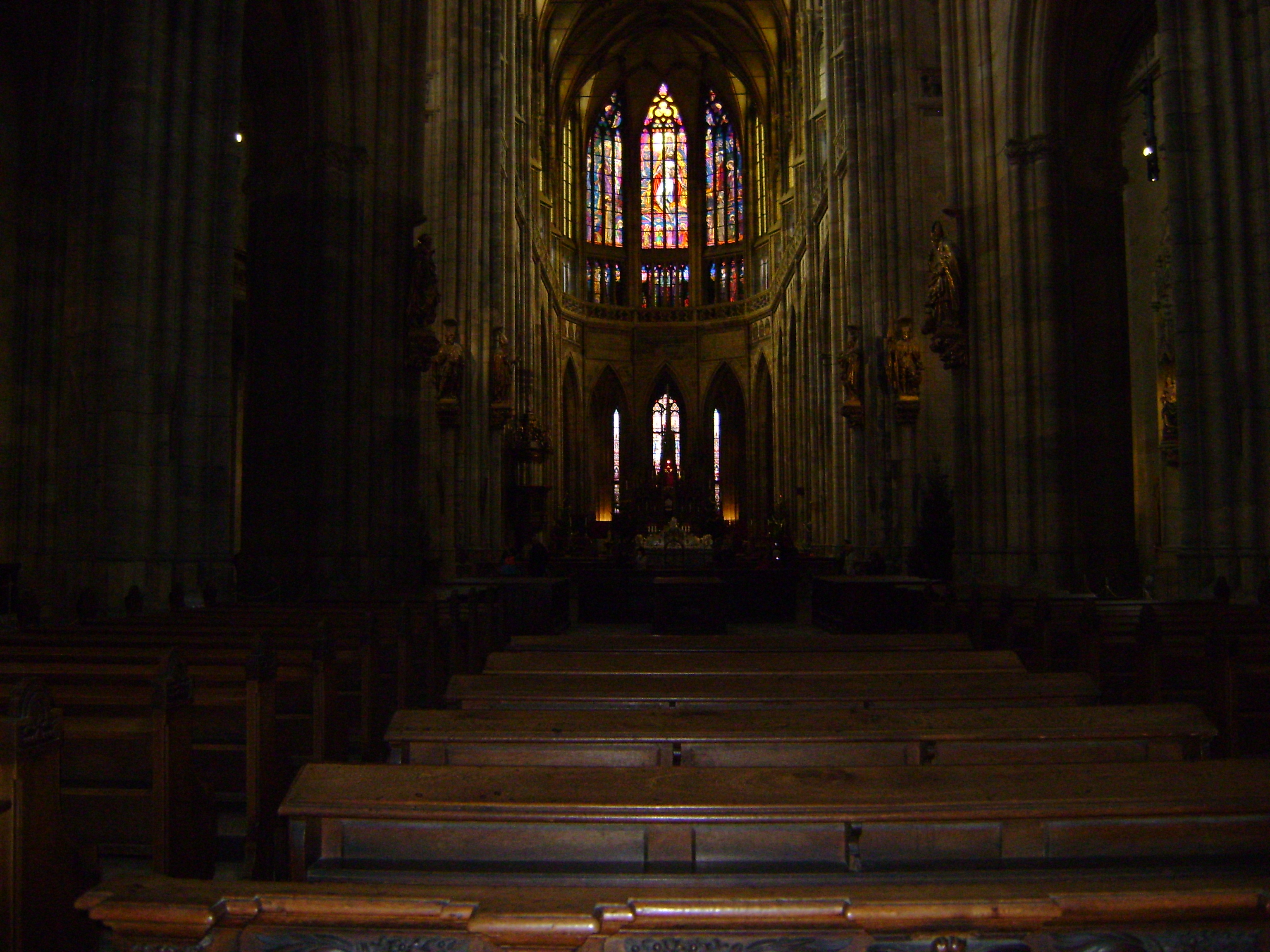
Усередині храму
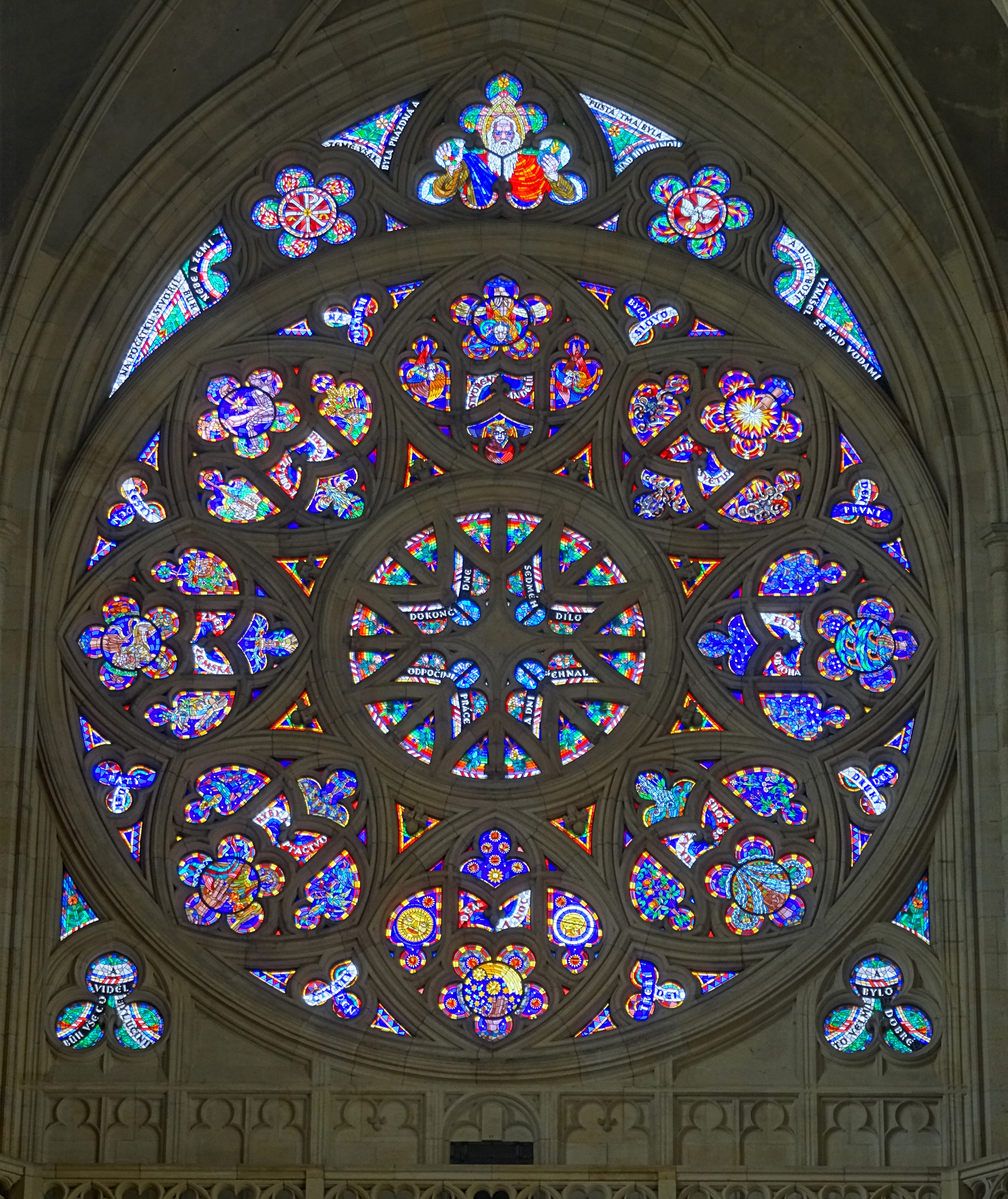
Круглий вітраж собору
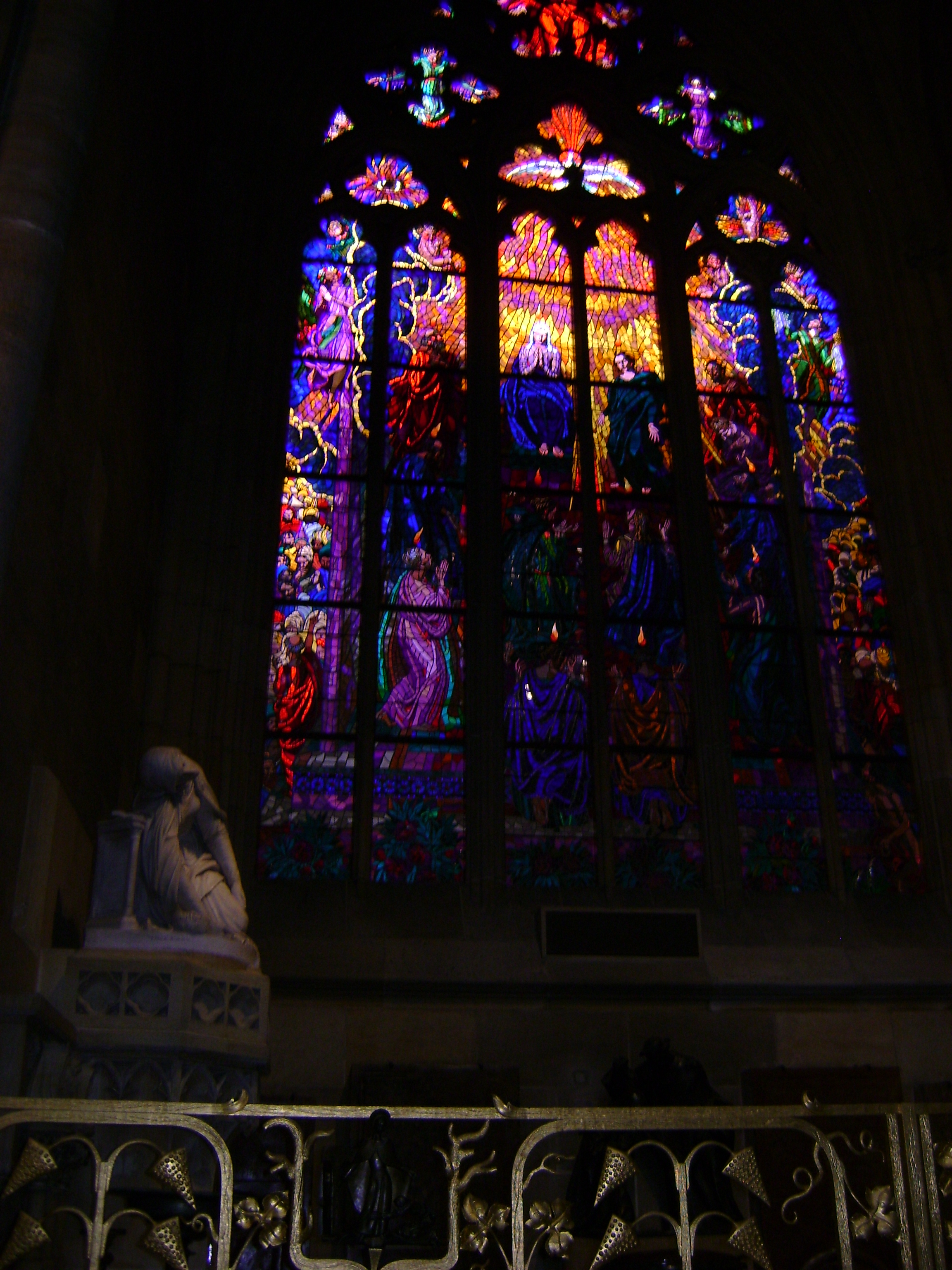
Вітраж храму
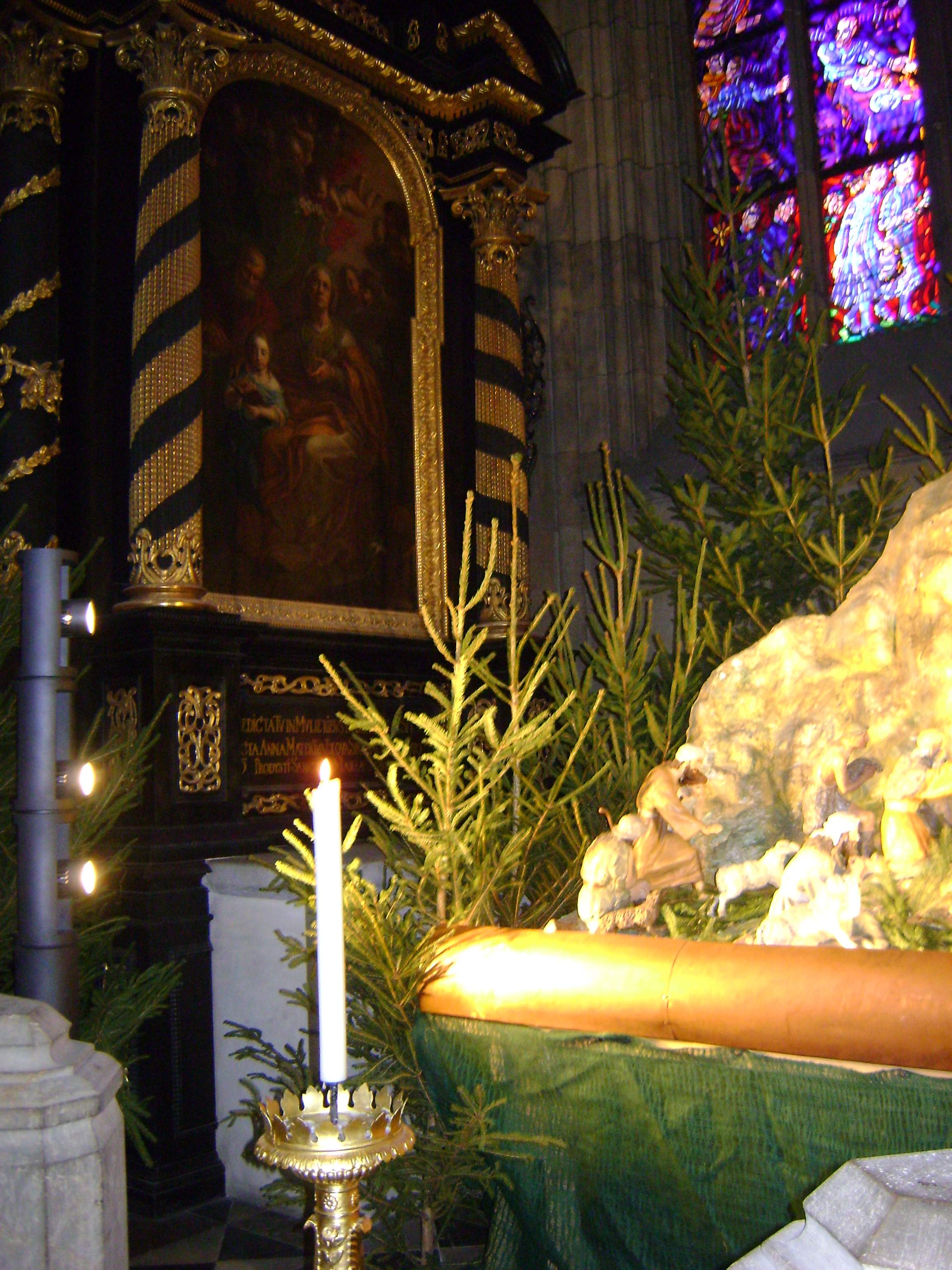
Перед різдвяним вертепом
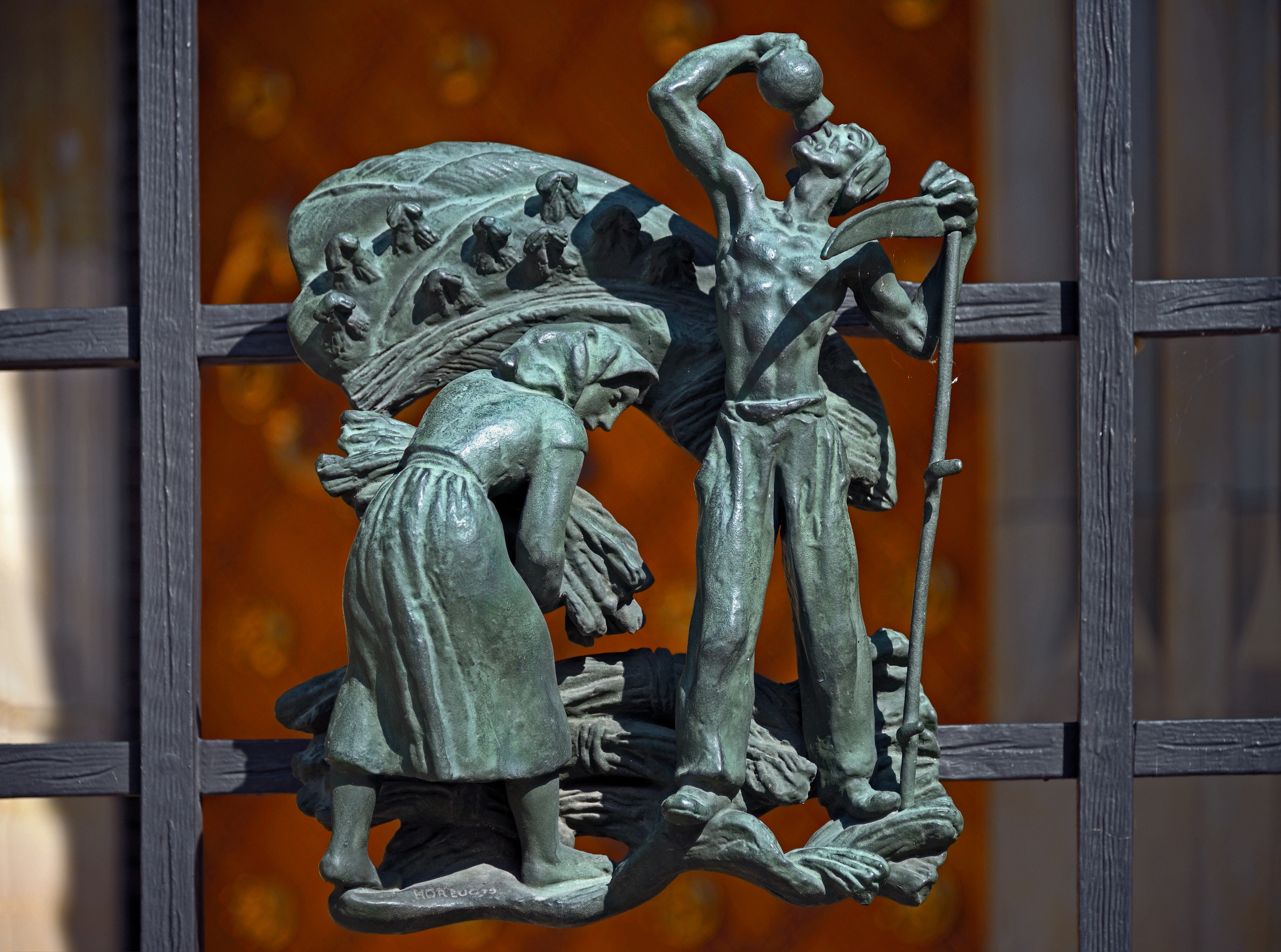
Мала пластика на Золотій решітці собору Св. Віта
Саркофаг Святого Яна Непомуцького. Ракурс.
Внутрішнє убранство. Ракурс.

## Виноски
1. ↑  archINFORM — 1994.
2. ↑  Sv. Vít, Václav a Vojtěch — katedrála [Архівовано 28 березня 2010 у Wayback Machine.], Pražská informační služba
3. 1 2  Станькова Я., Пехар И. Тысячелетнее развитие архитектуры. — М. : Стройиздат, 1987. — С. 104. (рос.)
4. ↑  Вечерський В. В. Курс історії архітектури країн Східної Європи., К.: АртЕк, 2007, стор. 232
5. ↑  Вечерський В. В. Курс історії архітектури країн Східної Європи., К.: АртЕк, 2007, стор. 233
6. ↑   Шиманський Олександр Було церковне, стало народне. Празький собор святого Віта залишиться у власності держави // «Україна Молода» № 043 за 7 березня 2009 року